# Trauco
De Trauco is een wezen met incubusachtige eigenschappen uit de mythologie van Chiloé, op het eiland Chiloé in het zuiden van Chili. Binnen deze mythologie is het een van de bekendste figuren.

## Beschrijving
De Trauco heeft het uiterlijk van een man met lelijke gelaatstrekken, zoals een trol of reus, en is klein van stuk, niet groter dan 80 cm. Zijn benen eindigen in stompjes zonder voeten.
Hij dwaalt rond in de bossen van Chiloé met een gedraaide staf genaamd pahueldún en een kleine magische bijl van steen, waarvan wordt gezegd dat hij daarmee elke boom in drie slagen kan omhakken. Zijn kleding bestaat uit een kegelvormige hoed en kleren gemaakt van quilineja, een klimplant uit de jungle van Chiloé.

## Mythologie
Volgens de bewoners van Chiloé heeft de Trauco enorme krachten en kan hij schade toebrengen of mensen doden alleen met zijn blik. Hij zou iemands gezicht kunnen vervormen of botten breken enkel door te kijken.
De Trauco staat erom bekend vrouwen te verleiden met zijn adem en blik, hen binnen te dringen in dromen en hen zo zwanger achter te laten.
Zijn oorsprong is onzeker. Sommigen geloven dat hij de zoon is van de mythische slang Caicai Vilu, ontstaan uit de woede van de natuur over de mens. Zijn vrouw heet Fiura, en ze zouden samen meerdere kinderen hebben. Mannetjes lijken op de Trauco, vrouwtjes op de Fiura.
Hij woont met de Fiura in holle boomstammen of grotten en voedt zich enkel met kleine oranje vruchtjes van de quilinejaplant.
Als hij een vrouw wil verleiden, laat hij eerst zijn aanwezigheid voelen door zijn gele uitwerpselen voor haar huisdeur te leggen en haar erotische dromen te sturen. Hij zou dan veranderen in een knappe jongeman om haar te overtuigen.
Hij valt vrouwen nooit aan in aanwezigheid van anderen, maar mannen die hem hinderen zou hij doden met een blik of betoverende adem. Daarmee kan hij iemand misvormen, stom maken of snel doen sterven.

## Bescherming tegen de Trauco
In sommige streken van Chiloé leggen moeders een hoopje zand op tafel wanneer ze denken dat de Trauco in de buurt is. Omdat hij aangetrokken zou worden tot het tellen van de zandkorrels, vergeet hij de vrouwen en verdwijnt hij bij het ochtendgloren.
Een andere methode om hem af te weren, is uitwerpselen op het lichaam van een vrouw te smeren — want men zegt dat de Trauco zeer proper is. Ook de verbranding van zijn uitwerpselen zou hem op afstand houden, hoewel men moet opletten, want wie deze aanraakt of erover loopt, zou snel sterven.
Messen in ramen, deuren of onder het kussen steken is een andere afweermethode. Als een man hem toch tegenkomt, en geluk heeft, kan hij hem afweren met slagen van de pahueldún. Als hij hem vangt (bijvoorbeeld als een van zijn eigen kinderen), zou hij hem boven een vuur kunnen hangen, waarna de Trauco verandert in een stuk magisch hout dat hem kan doden. Deze olie zou dienen als remedie tegen de betovering van de Trauco.

## De Trauco in de samenleving van Chiloé
Wanneer een jonge vrouw zwanger raakte zonder bekende vader, werd vaak gezegd dat de Trauco de dader was. Zo kon de schande vermeden worden en werd de eer van de familie gered. Volgens sommigen gebruikten mannen deze mythe om zogenaamde \"wonderbaarlijke\" zwangerschappen te verklaren en om vrouwen te waarschuwen om hun maagdelijkheid te bewaren.
Een zwangerschap die aan de Trauco werd toegeschreven, had meestal geen sociale gevolgen voor het meisje of het kind. Op die manier werd gesuggereerd dat beiden getroffen waren door een bovennatuurlijke kracht waar ze zelf geen controle over hadden.

## Referentielijst
1. ↑  Fernández, César (1990). Relatos y romanceadas mapuches. Ediciones Del So, p. 121. ISBN 978-9509413375.
2. ↑  Emmerich, Fernando (1992). Leyendas chilenas. Pehuén Editores Limitada, p. 77. ISBN 9789561603844.
3. ↑  Di Bennardo, Filippo Giuseppe (2009). La insurrección de Lilith: breve recorrido histórico hasta la formulación de los arquetipos de mujer en la cultura judía/judío-cristiana y en la primera genealogía de la mitología griega. Sevilla: ArCiBel Editores, p. 111. ISBN 9788496980495.